# Floyd County Productions
Floyd County Productions è uno studio di animazione con sede ad Atlanta, in Georgia.
Fondata da Adam Reed e Matt Thompson nel 2009, la società produce principalmente cartoni animati come Archer, Unsupervised, Chozen e Dicktown, oltre a fornire animazione per vari programmi live action.
La compagnia è stata aperta dopo la chiusura della 70/30 Productions, in seguito alla cancellazione dei programma prodotti dalla compagnia.

## Filmografia

### Serie animate
- Archer – serie animata, 134 episodi (2009-in corso)
- Unsupervised – serie animata, 13 episodi (2012)
- Chozen – serie animata, 10 episodi (2014)
- Dicktown – serie animata, 20 episodi (2020-in corso)
- Hit-Monkey – serie animata, 10 episodi (2021-in corso)
- La famiglia Paloni: speciale Halloween (The Paloni Show! Halloween Special!) – special TV (2022)
- Aqua Teen Hunger Force – serie animata, 5 episodi (2023)

### Serie televisive
- C'è sempre il sole a Philadelphia (It's Always Sunny in Philadelphia) – serie TV, 1 episodio (2013)
- The League – serie TV, 1 episodio (2015)
- Atlanta – serie TV, 1 episodio (2016)
- Fargo – serie TV, 1 episodio (2017)
- Legion – serie TV, 2 episodi (2017)

### Lungometraggi
- America: il film (America: The Motion Picture), regia di Matt Thompson (2021)

### Cortometraggi
- Dogvvalker, regia di Vernon Chatman e Adam Fuchs (2022)